# Rijkshofraad

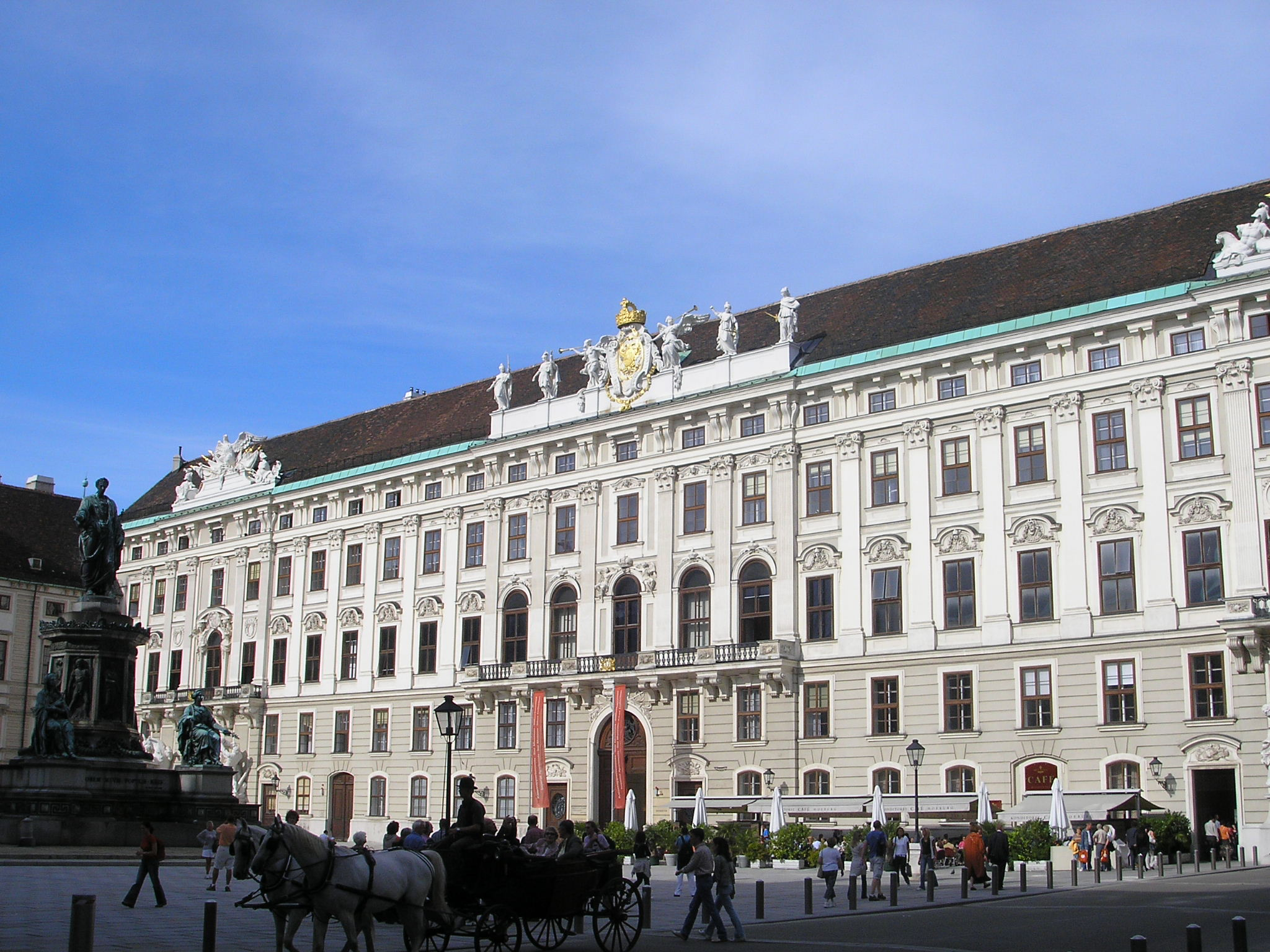
Reichskanzlei, vleugel van de Hofburg in Wenen

De Rijkshofraad (Duits: Reichshofrat, Frans: Conseil aulique, Latijn: Consilium Aulicum) was de hofraad van het Heilige Roomse Rijk. De raad vervulde naast het Rijkskamergerecht de rol van opperste gerechtshof. Beide hadden overlappende bevoegdheden maar de Rijkshofraad oordeelde over alle feodale kwesties, over strafzaken, over de rechtstreekse vazallen van de keizer en in zaken met betrekking tot de keizerlijke regering. De raad zetelde in de Hofburg in Wenen, de zetel van de Habsburgse keizers.

## Geschiedenis

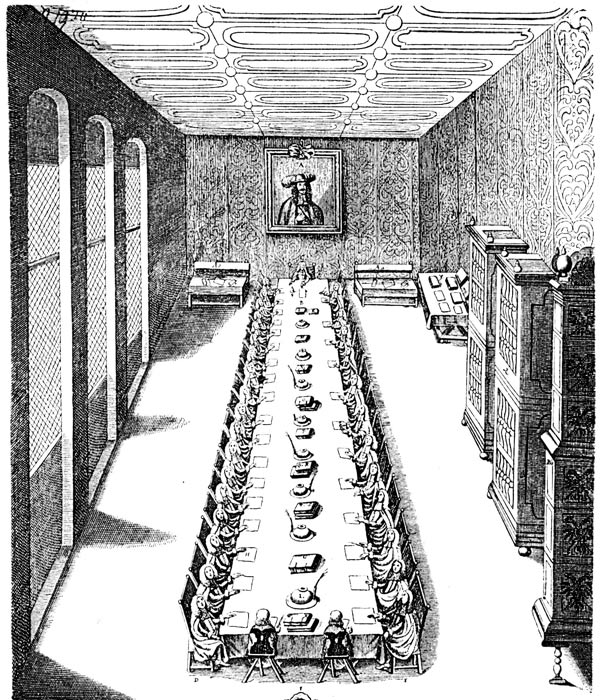
Vergadering van de Rijkshofraad, omstreeks 1700

Koningen en keizers, alsmede de hoge wereldlijke en geestelijke vorsten en andere landsheren hadden meestal een algemene adviesraad die als hofraad werd aangeduid. Al vrij vroeg sprak men van een hofgerecht wanneer (een deel van) de vorstelijke raad speciaal bijeenkwam om recht te spreken. Keizer Frederik II richtte in 1235 bij de Mainzer Landvrede het koninklijke/keizerlijke Hofgerecht of Rijkshofgerecht (Reichshofgericht) op, met een hofrechter (Hofrichter) als plaatsvervangend voorzitter.
Tegenover zo'n hofgerecht van hovelingen stond het landgerecht (Landgericht), dat was samengesteld uit vrije onderdanen, met name edelen. De bevoegdheidsverdeling en de verhouding tussen hofgerecht en landgerecht wisselde van tijd tot tijd en van gebied tot gebied.
Omdat de keizers uit het huis Habsburg in de 15e eeuw ook buiten het Rooms-Duitse Rijk verbleven, werd bij de Rijkshervorming van 1495 het permanente Rijkskamergerecht opgericht. Omdat de keizer desondanks zelf de hoogste rechter bleef en hij geen afstand van die bevoegdheid wilde doen, richtte keizer Maximiliaan I in 1497/'98 de aan zijn persoon verbonden Rijkshofraad op.
De in Gent geboren keizer Karel V begon zijn regeerperiode met de Bourgondische hofraad en vormde daaruit een persoonlijke raad met een wisselende samenstelling. Omdat hij meestal buiten het Rooms-Duitse Rijk verbleef, werden aan deze raad vanuit de Duitse landen alleen bijzondere gevallen voorgelegd. Nadat Karels broer Ferdinand I in 1531 tot Rooms-Duits koning was gekroond en tot plaatsvervanger was benoemd, richtte deze een eigen hofraad op, aanknopend bij die van Maximiliaan.
Anders dan het Rijkskamergerecht fungeerde de (Rijks)hofraad onder Maximiliaan I, Karel V en Ferdinand I nog niet volgens strikte gerechtelijke procedures, maar probeerde het de zaken meer informeel en via bemiddeling te schikken. Juridisch ingewikkelde zaken konden worden doorverwezen naar het Rijkskamergerecht, zwaarwegende zaken ter beslissing worden voorgelegd aan de keizer zelf (votum ad imperatorem).
In Duitstalige gebieden werden de leden van een Hofraad eveneens Hofrat genoemd, een titel die, net als Geheimrat, later ook een ambtstitel werd voor velerlei hoge ambtenaren die geen zitting in de eigenlijke Hofraad, resp. Geheime Raad hadden. In Oostenrijk is Hofrat nog steeds een titel voor hoge ambtenaren, maar kan daarnaast door de Oostenrijkse bondspresident ook als eretitel aan niet-ambtenaren worden verleend.
De overwinning van Napoleon I in de Slag bij Austerlitz in 1805 en de Vrede van Presburg leidden in 1806 tot de ontbinding van het Roomse Rijk en het einde van de Rijkshofraad als dusdanig.